# P.J. Proby
P. J. Proby, właśc. James Marcus Smith (ur. 6 listopada 1938 w Houston) – amerykański piosenkarz.
Karierę rozpoczął w Hollywood pod pseudonimem Jet Powers. W roku 1964 przeniósł się do Wielkiej Brytanii.
Najpopularniejsze nagrania: "Hold Me", "Somewhere", "Maria", "So Do I".